# Elezioni generali in Guatemala del 2019
Le elezioni generali in Guatemala del 2019 si sono tenute il 16 giugno (primo turno) e l'11 agosto (secondo turno) per l'elezione del Presidente e il rinnovo del Congresso della Repubblica.

## Risultati

### Elezioni presidenziali
| Candidati              | Partiti                                     | I turno   | I turno | II turno  | II turno |
| Candidati              | Partiti                                     | Voti      | %       | Voti      | %        |
| ---------------------- | ------------------------------------------- | --------- | ------- | --------- | -------- |
| Alejandro Giammattei   | Vamos                                       | 608 083   | 13,89   | 1 907 767 | 57,95    |
| Sandra Torres          | Unità Nazionale della Speranza              | 1 112 939 | 25,42   | 1 384 044 | 42,05    |
| Edmond Mulet           | Partito Umanista del Guatemala              | 493 710   | 11,28   |           |          |
| Thelma Cabrera         | Movimento di Liberazione dei Popoli         | 452 260   | 10,33   |           |          |
| Roberto Arzú           | Partito dell'Avanzata Nazionale - Podemos   | 267 049   | 6,10    |           |          |
| Isaac Farchi           | Visione con Valori                          | 259 616   | 5,93    |           |          |
| Manuel Villacorta      | Winaq                                       | 229 362   | 5,24    |           |          |
| Estuardo Galdámez      | Fronte di Convergenza Nazionale             | 180 414   | 4,12    |           |          |
| Julio Héctor Estrada   | Compromesso, Rinnovamento e Ordine          | 165 031   | 3,77    |           |          |
| Fredy Cabrera          | Todos                                       | 138 333   | 3,16    |           |          |
| Amílcar Rivera         | Vittoria                                    | 111 998   | 2,56    |           |          |
| Pablo Ceto             | Unità Rivoluzionaria Nazionale Guatemalteca | 94 531    | 2,16    |           |          |
| Pablo Duarte           | Partito Unionista                           | 62 679    | 1,43    |           |          |
| Manfredo Marroquín     | Incontro per il Guatemala                   | 50 594    | 1,16    |           |          |
| Aníbal García          | Libre                                       | 41 800    | 0,95    |           |          |
| Benito Morales         | Convergenza                                 | 37 579    | 0,86    |           |          |
| Luis Velásquez         | Unidos                                      | 26 921    | 0,61    |           |          |
| José Luis Chea Urruela | Partito Produttività e Lavoro               | 23 962    | 0,55    |           |          |
| Danilo Roca            | Avanza                                      | 21 410    | 0,49    |           |          |
| Totale                 | Totale                                      | 4 378 271 | 100     | 3 291 811 | 100      |

### Elezioni parlamentari
| Liste                                       | Voti      | %     | Seggi |
| ------------------------------------------- | --------- | ----- | ----- |
| Unità Nazionale della Speranza              | 717 204   | 17,81 | 54    |
| Vamos                                       | 320 939   | 7,97  | 16    |
| Unione del Cambiamento Nazionale            | 218 914   | 5,44  | 12    |
| Semilla                                     | 211 691   | 5,26  | 7     |
| Fronte di Convergenza Nazionale             | 210 307   | 5,22  | 8     |
| Bienestar Nacional                          | 194 067   | 4,82  | 8     |
| Visione con Valori                          | 189 467   | 4,70  | 7     |
| Partito Umanista del Guatemala              | 188 234   | 4,67  | 6     |
| Valor                                       | 183 814   | 4,56  | 9     |
| Compromesso, Rinnovamento e Ordine          | 177 681   | 4,41  | 6     |
| Todos                                       | 177 182   | 4,40  | 7     |
| Winaq                                       | 141 252   | 3,51  | 4     |
| Prosperità Cittadina                        | 131 694   | 3,27  | 3     |
| Movimento per la Liberazione dei Popoli     | 121 743   | 3,02  | 1     |
| Partito Unionista                           | 118 337   | 2,94  | 3     |
| Unità Rivoluzionaria Nazionale Guatemalteca | 112 037   | 2,78  | 3     |
| Partito dell'Avanzata Nazionale             | 110 016   | 2,73  | 2     |
| Vittoria                                    | 101 418   | 2,52  | 3     |
| Fuerza                                      | 77 862    | 1,93  | –     |
| Incontro per il Guatemala                   | 71 668    | 1,78  | –     |
| Podemos                                     | 67 610    | 1,68  | 1     |
| Convergenza                                 | 49 284    | 1,22  | –     |
| Libre                                       | 48 267    | 1,20  | –     |
| Avanza                                      | 31 750    | 0,79  | –     |
| Partito Produttività e Lavoro               | 29 729    | 0,74  | –     |
| Unidos                                      | 25 258    | 0,63  | –     |
| Totale                                      | 4 027 425 | 100   | 160   |

## Contrassegni elettorali
| Avanza                           | Bienestar Nacional                          | Compromesso, Rinnovamento e Ordine      |
| Convergenza                      | Fronte di Convergenza Nazionale             | Fuerza                                  |
| Incontro per il Guatemala        | Libre                                       | Movimento per la Liberazione dei Popoli |
| Partito dell'Avanzata Nazionale  | Partito Produttività e Lavoro               | Partito Umanista del Guatemala          |
| Partito Unionista                | Podemos                                     | Prosperità Cittadina                    |
| Semilla                          | Todos                                       | Unidos                                  |
| Unione del Cambiamento Nazionale | Unità Rivoluzionaria Nazionale Guatemalteca | Valor                                   |
| Vamos                            | Visione con Valori                          | Vittoria                                |
| Winaq                            |                                             |                                         |